# Werner Pokorny
Werner Pokorny (Mosbach, 11 oktober 1949 – Ettlingen, 31 december 2022) was een Duitse beeldhouwer.

## Leven en werk
Pokorny studeerde van 1971 tot 1976 beeldhouwkunst bij Hans Baschang, Horst Egon Kalinowsk en Günter Neusel aan de Staatliche Akademie der Bildenden Künste Karlsruhe in Karlsruhe. Daarnaast volgde hij vanaf 1974 de studie kunstgeschiedenis aan de Universiteit van Karlsruhe.
Na zijn studie was Pokorny eerst werkzaam als kunstpedagoog. In 1988 verbleef hij in Villa Romana in Florence en in 1989 ontving hij een beurs van de Kunststiftung Baden-Württemberg. Pokorny werd uitgenodigd voor zeer vele groeps- en solotentoonstellingen, alsmede beeldhouwersymposia zoals in 1988 met onder anderen Klaus Simon, Timm Ulrichs en Hüseyin Altin in Ettlingen. Hij heeft vele beeldhouwwerken gecreëerd voor de openbare ruimte, met name in de deelstaat Baden-Württemberg.
Van 1989 tot 1990 gaf Pokorny les in Karlsruhe. In 1998 kreeg hij aan de Staatlichen Akademie der Künste in Stuttgart een leerstoel Algemene Kunstopleiding met als zwaartepunt beeldhouwkunst.
Pokorny schiep zijn kunstwerken uitsluitend in hout en metaal (vooral cortenstaal), waarbij metaal zijn voorkeur genoot voor werken in de publieke ruimte. Dit materiaal stelt hem in staat werken te creëren die tegen wisselende weersomstandigheden bestand zijn. Pokorny prefereert echter hout (bij voorkeur Afrikaanse houtsoorten) voor zijn sculpturen: schalen, steles en huizen. In zijn discussie met de steeds weerkerende, elementaire vormen heeft Werner Pokorny een heel eigen stijl ontwikkeld, met een intense spanning tussen complexiteit en eenvoud.
De kunstenaar leefde en werkte in Ettlingen.

## Werken (selectie)
- Esslingen am Neckar : Stürzendes Haus bij de Villa Merkel
- Ettlingen: 2 Häuser und Roppen (1988)
- Mannheim: Ohne Titel (Pflug) (1988), Beeldenpark van de Kunsthalle Mannheim
- Ilvesheim: Haus im Ring (1989), Heinrich-Vetter-Sammlung
- Saarbrücken: Haus, drehend (1990)
- Aken: Raute und Rippen II (1991)
- Karlsruhe: Haus am Boden (1991)
- Berlijn: Haus/Rippen (1991)
- Offenburg: Skulptur für O (1992)
- Karlsruhe: RaumFabrik in Durlach
- Karlsruhe: 9 Pfeiler, aufrecht (1994)
- Heidelberg: Haus und durchbrochene Form (1995) Skulpturenpark Heidelberg[2]
- Schwäbisch Hall: Haus, Tor, Linien (1996)
- Freiburg im Breisgau : Haus, Haus (1997) bij het Freiburg Institute for Advanced Studies
- Schorndorf: Haus mit durchbrochener Form (1997), beeldenroute Skulpturen-Rundgang Schorndorf
- Nürtingen: Haus/Haus (1999)
- Karlsruhe: Skulptur für Karlsruhe (2001), Helmholtz-Gymnasium
- Aalen: Haus I (2001)
- Stuttgart: Haus mit Rippen (2004), Kleiner Schlossplatz
- Wiesloch: Haus mit durchbrochener Form (2007), Brunnengalerie

## Fotogalerij

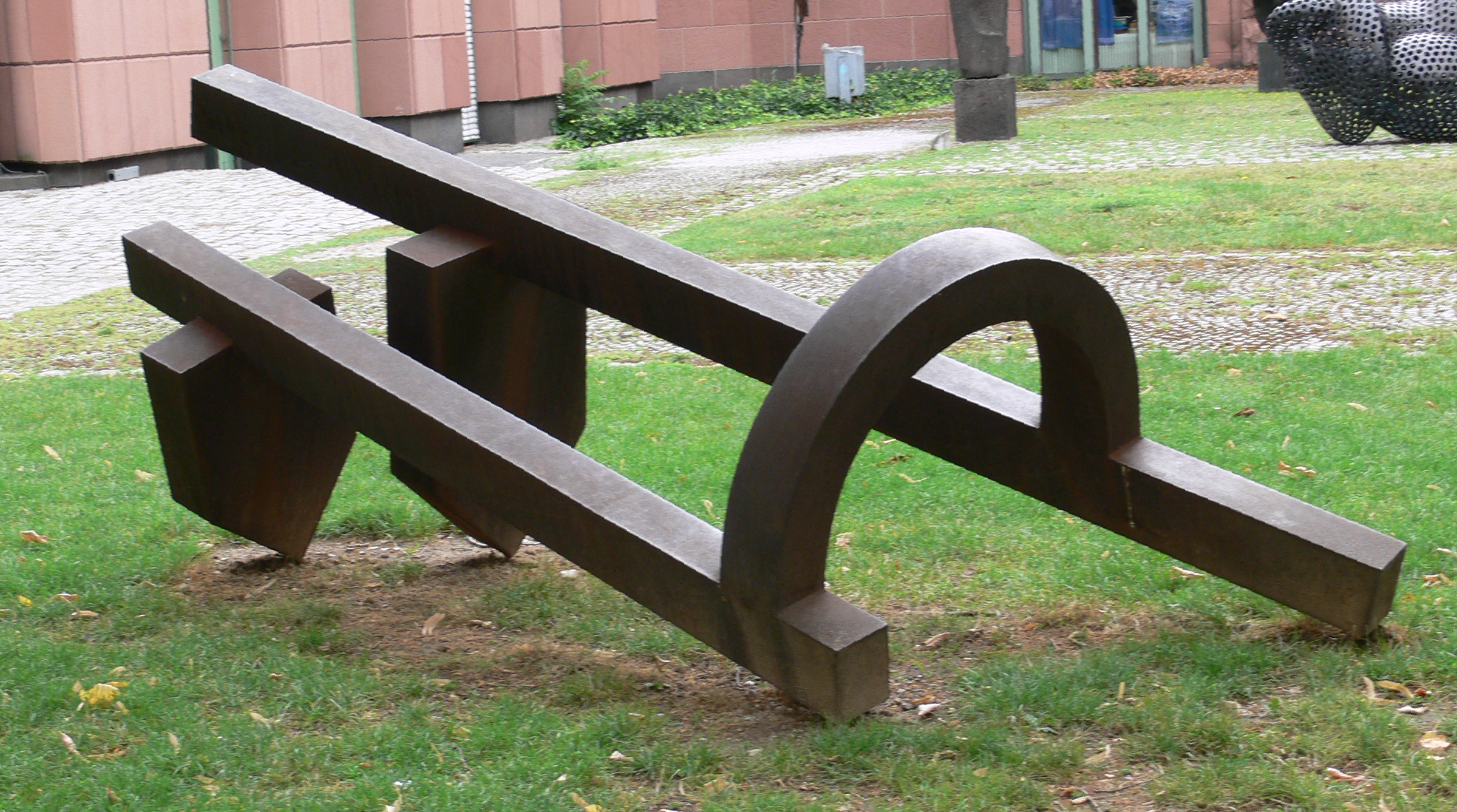
Ohne Titel (Pflug), Beeldenpark van de Kunsthalle Mannheim
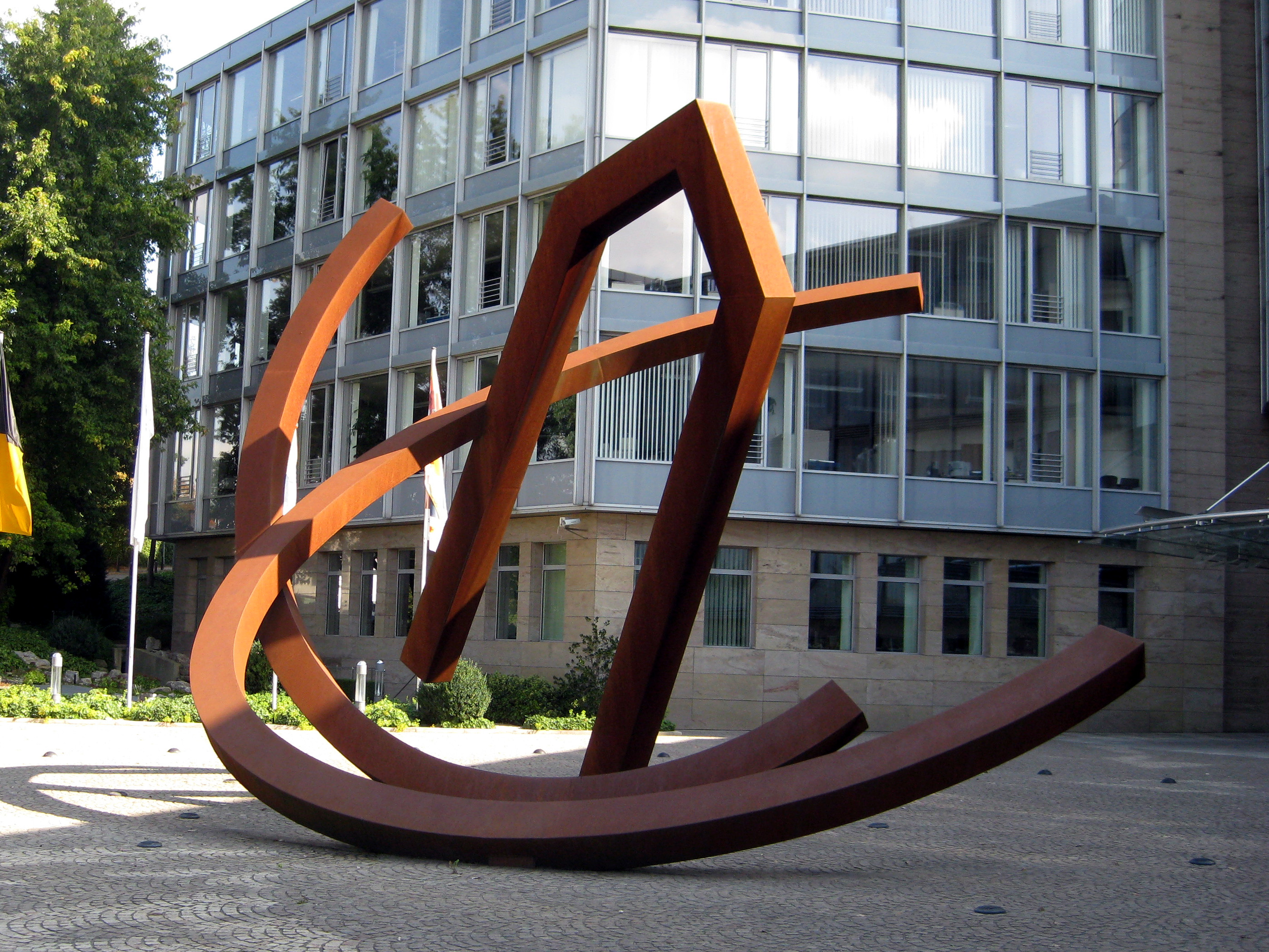
Haus-Tor-Linien (1996) in Schwäbisch Hall
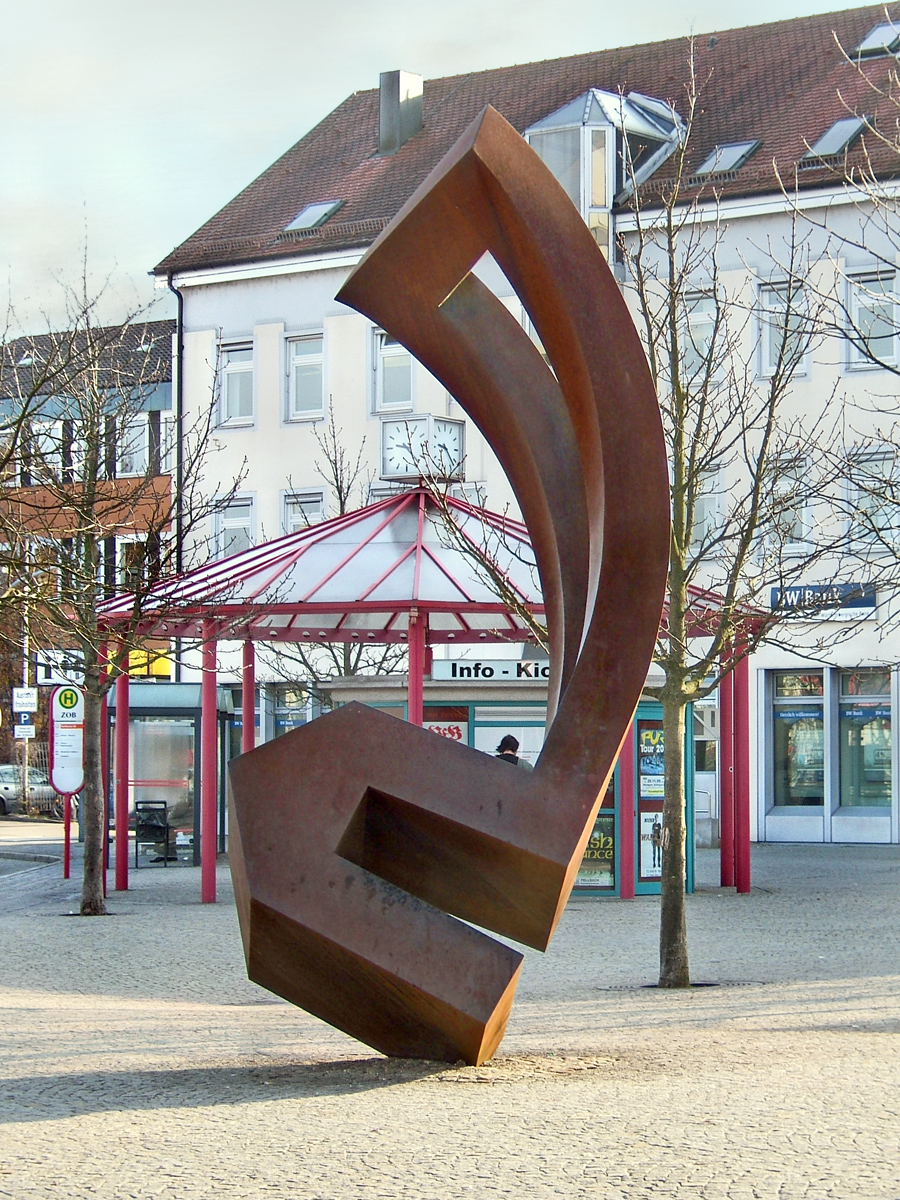
Haus mit durchbrochener Form, Skulpturen-Rundgang Schorndorf
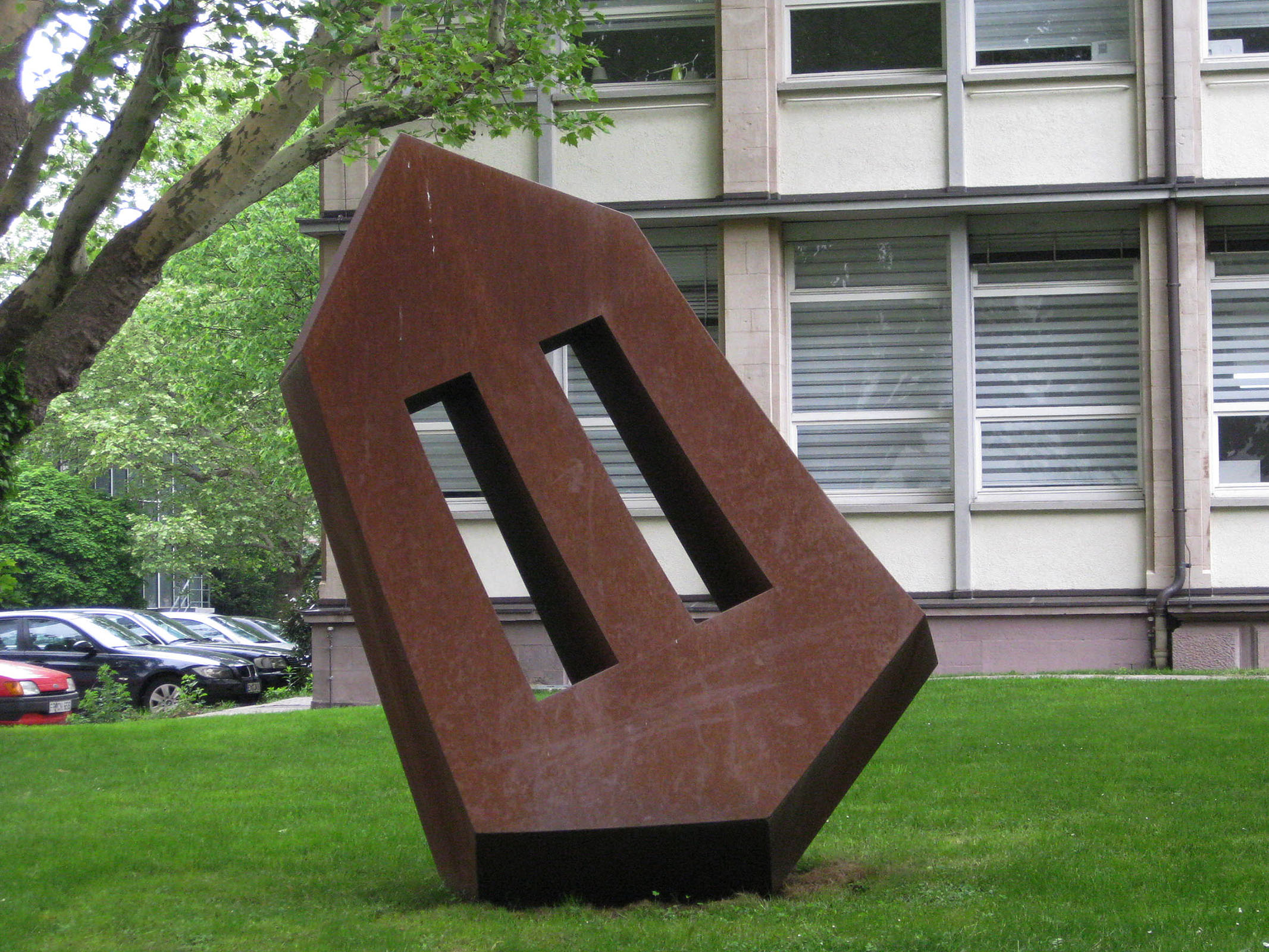
Haus, Haus (1997) in Freiburg
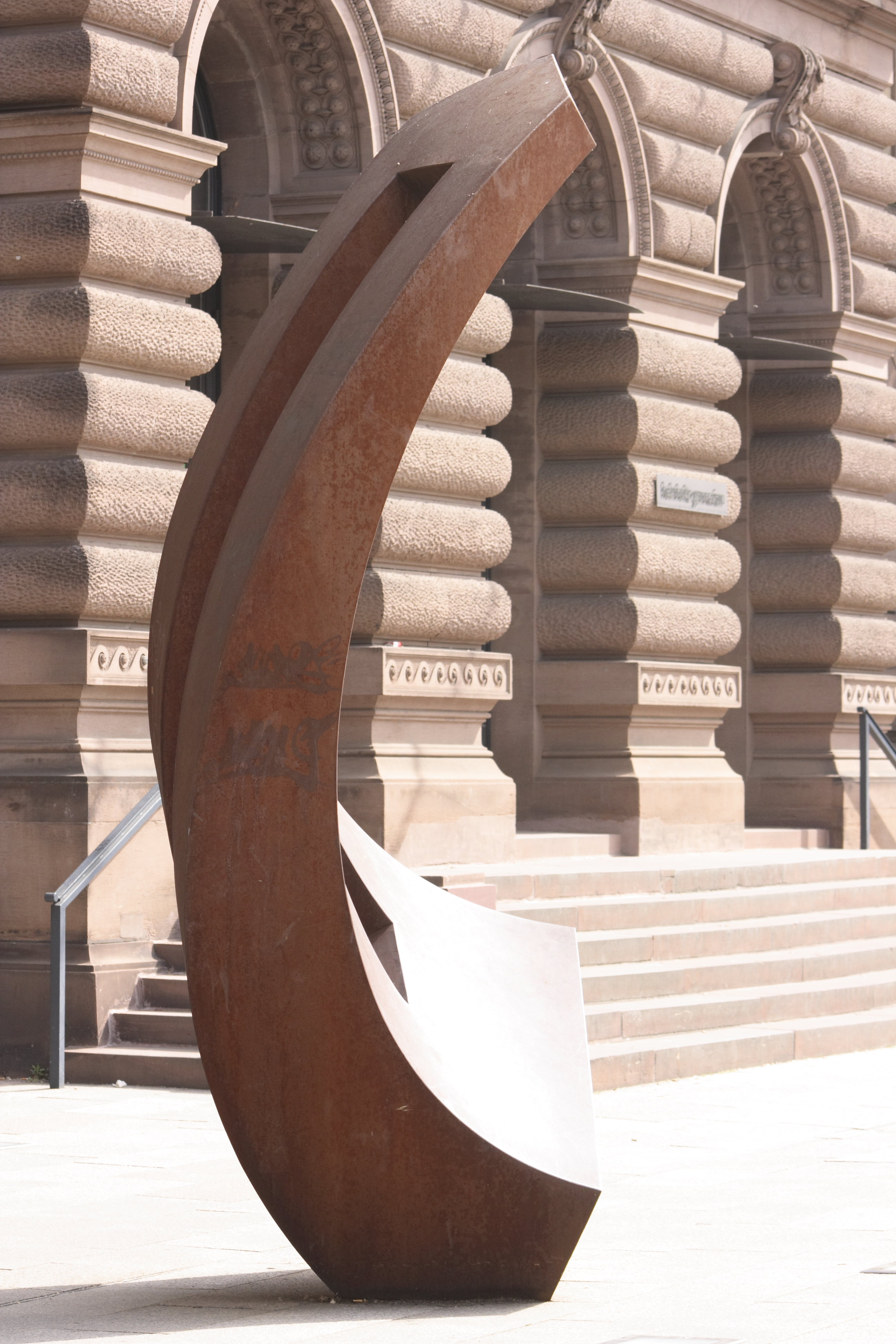
Skulptur für Karlsruhe (2001) in Karlsruhe
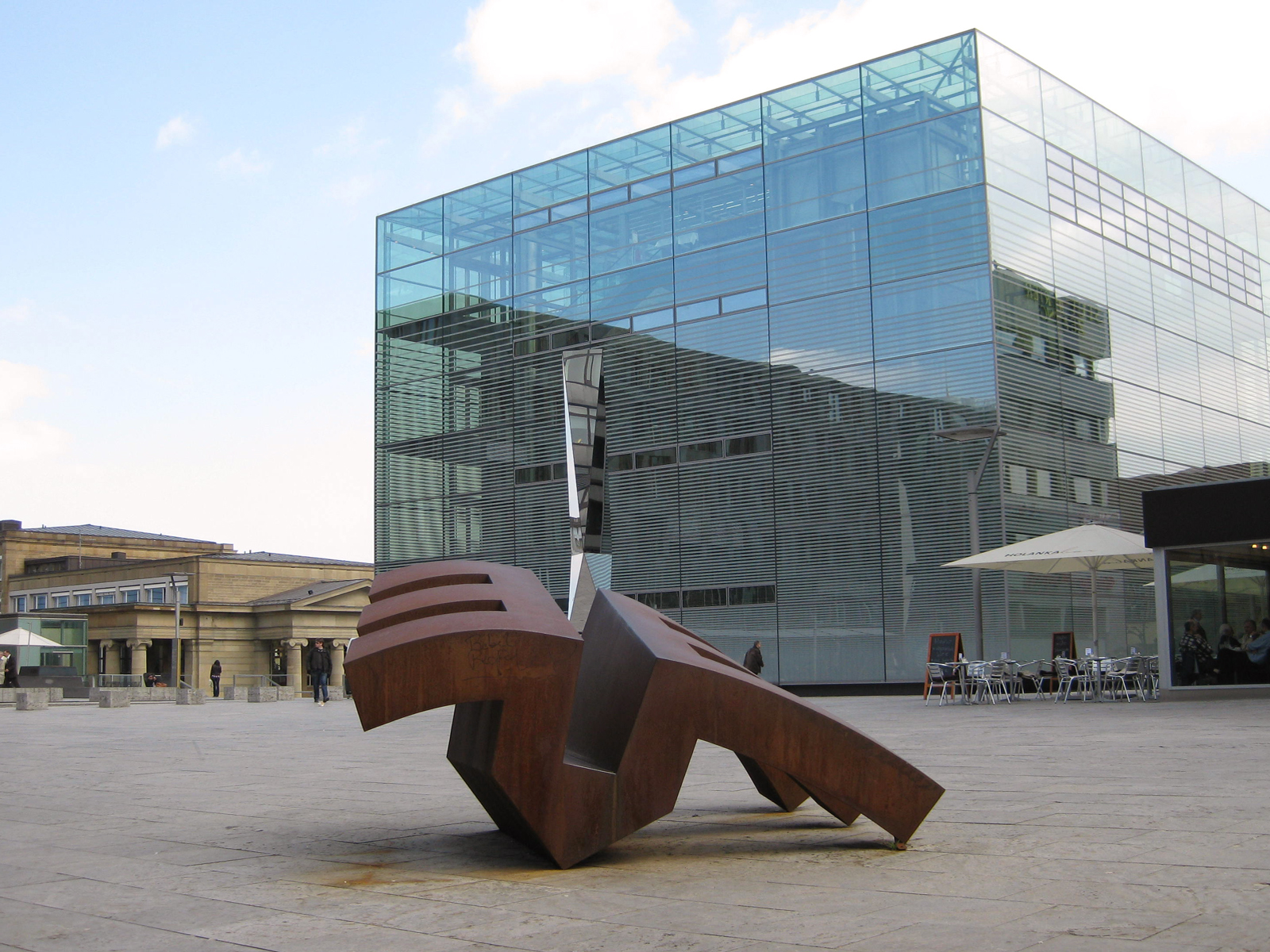
Haus mit Rippen (2004) in Stuttgart
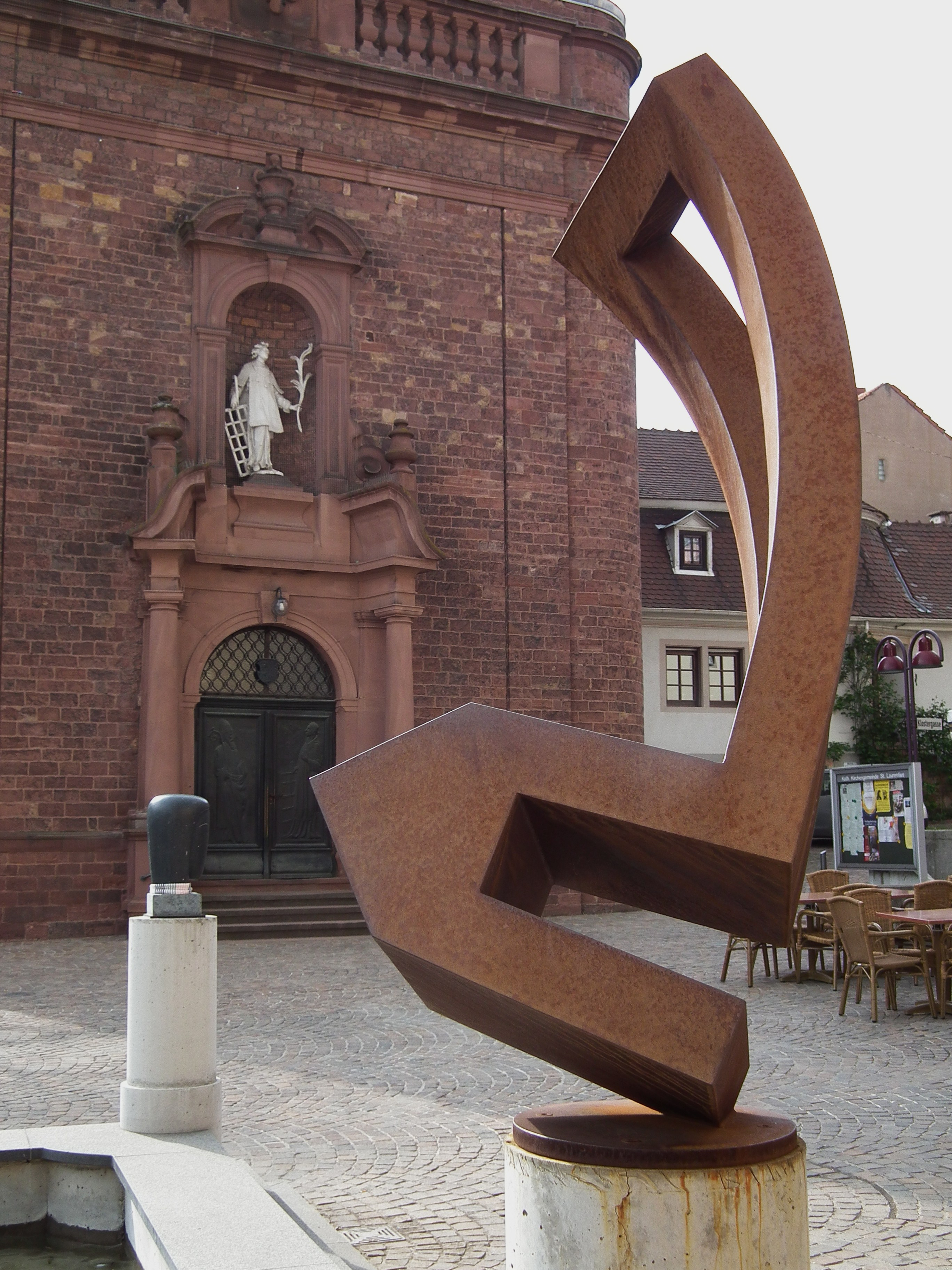
Haus mit durchbrochener Form (2007) in Wiesloch
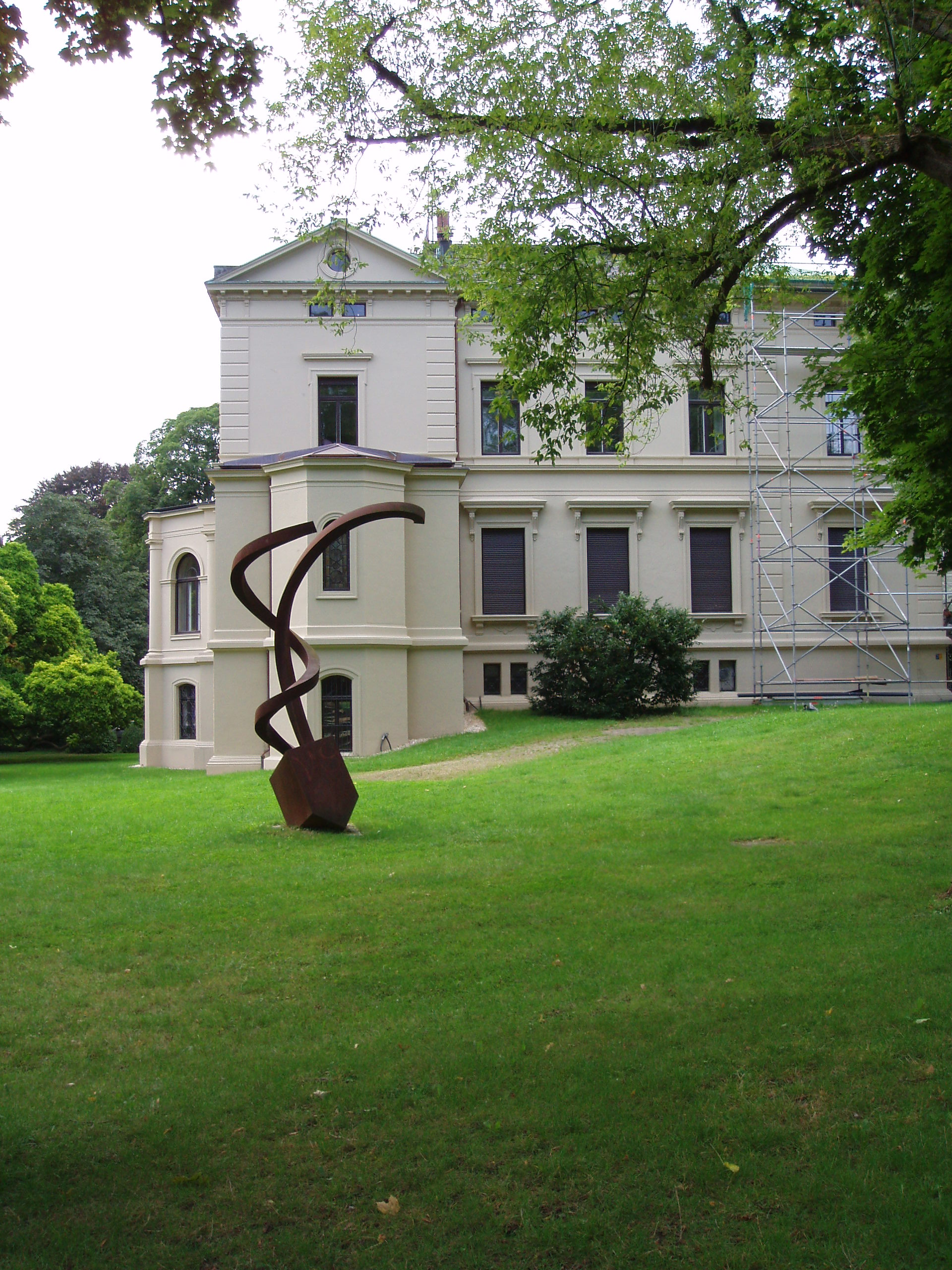
Stürzendes Haus, Villa Merkel in Esslingen am Neckar